# Ricardo Lorenzo García

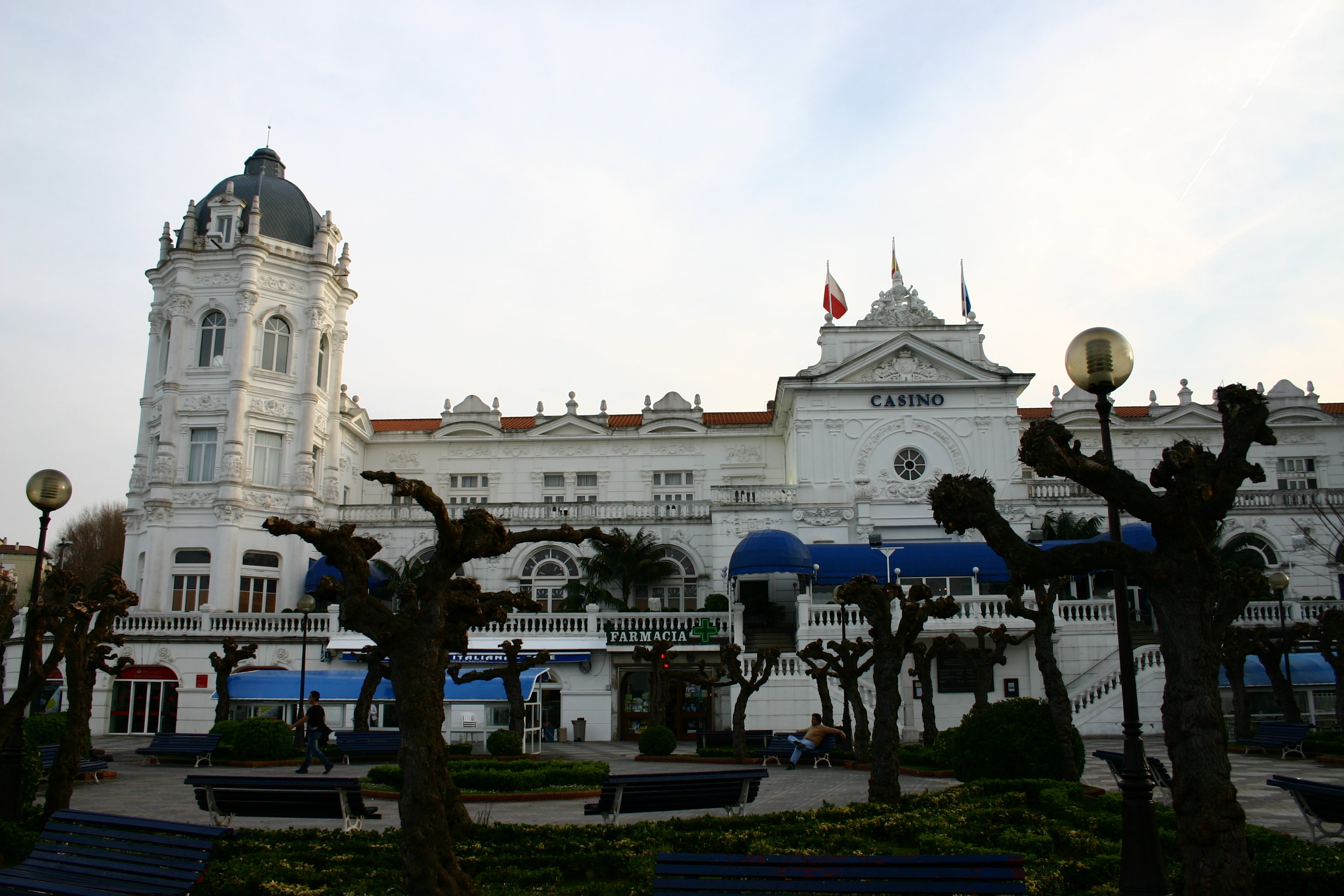
Gran Casino de El Sardinero, cuya reforma de 1978 diseñó Ricardo Lorenzo.

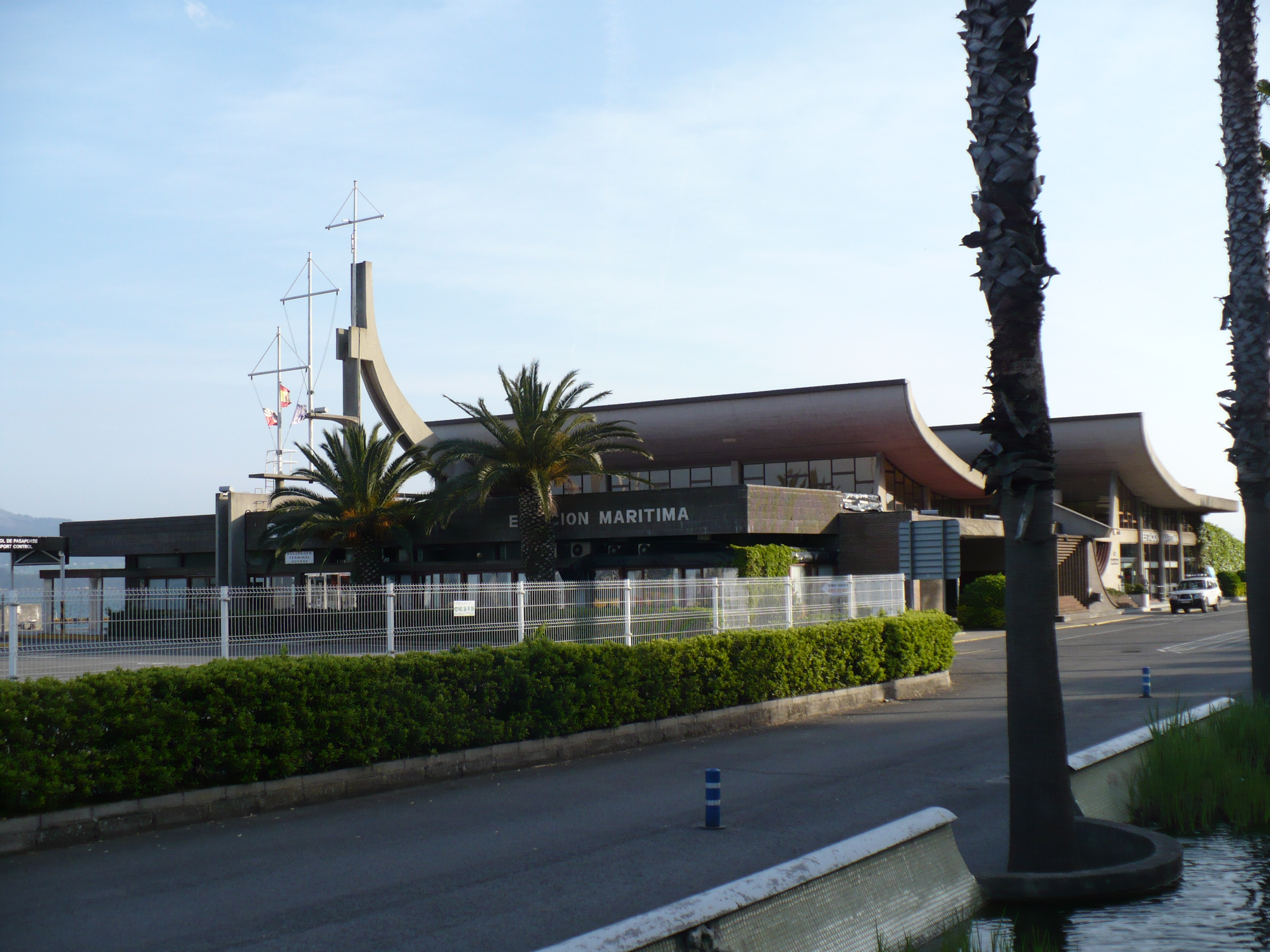
Estación marítima de Santander, proyectada por Lorenzo y construida a principios de los años 1970.

Ricardo Lorenzo García (Torrelavega, Cantabria; 1927-enero de 1989) fue un arquitecto español. Su nombre ha quedado unido a la modernidad arquitectónica de su comunidad y su huella como un avance de lo que, después de los años sesenta, serían capaces de hacer los nuevos profesionales.

## Biografía
Su padre, Pedro Lorenzo Molleda, fue alcalde republicano de la ciudad en el año 1936, y por ello sería encarcelado durante la Guerra Civil. Al finalizar la contienda, cuando Ricardo acaba de terminar el bachillerato, la familia se traslada a Barcelona, donde realizará los estudios de arquitectura que acabaría en 1953. Hermano de la conocida galerista Soledad Lorenzo, Ricardo no olvidó su tierra natal y cuando acaba sus estudios retorna a Cantabria donde desarrollará parte de su actividad profesional aunque también dejará su firma en otros lugares, principalmente Madrid donde su hermana había abierto una galería de arte. 
Su trabajo en Santander ayudó a cambiar, en algunos aspectos, la fisonomía de la propia ciudad con algunos de los trazos de la modernidad en la que desarrolló su trabajo desde finales de los años cincuenta, cuando era casi una osadía cambiar los perfiles arquitectónicos de la conservadora capital cántabra. A lo largo de su vida firmó numerosos proyectos y obras de viviendas y edificios públicos, muchos de los cuales han conformado la imagen última de Santander que supuso para la capital en los años 50 un revulsivo, con la aportación de topologías en las viviendas, de dúplex, acceso-corredor y elementos formales como cubierta plana y ventana corrida, propias del movimiento moderno, y más en Torrelavega, donde alguno de los edificios por él proyectados se distinguen muy por encima de lo hecho anteriormente y con posterioridad. Repite ciertas constantes estilísticas como son las plantas curvadas, el uso generalizado del ladrillo marrón con el que juega plásticamente en rehundidos y fajas verticales que rompen la monotonía superficial de los paños murales provocando fuertes claroscuros; tenía preferencia por los volúmenes blandos y por cubiertas y remates expresionistas que se acaban convirtiendo en su principal argumento compositivo.
A partir de la segunda mitad de la década de los sesenta, se nota la inclinación organicista por la que se decantó su arquitectura cuando se le ve proyectar obras tan significativas como la iglesia de los Pasionistas (1969) o la estación marítima (1971), ambas en la capital cántabra.
Sus obras se desenvuelven con habilidad y facilidad, en todos los lenguajes de la arquitectura moderna tardía, con variada influencia que fue cambiando con los años, desembocando sus últimos trabajos en una aproximación a posturas postmodernas, al introducir elementos figurativos y ornamentales.
En Torrelavega dos de sus edificios, quizás los más emblemáticos, además del edificio del Círculo de Recreo y Cámara de Comercio entre el Bulevar Luciano Demetrio Herrero y la calle Ruiz Tagle, son los promovidos por la familia Ruiz de Villa para sus construcciones de los años 60. Otras edificaciones suyas destacadas en esta ciudad son las situadas en calle Leonardo Torres Quevedo, 8-10-12; calle Casimiro Sainz, 1-3 y 2-4-6; calle Julián Urbina, 1; calle José María Pereda, 30; calle Confianza, 6; calle Francisco Díaz, 4; calle Ruiz Tagle, 4 y avenida de España, 15.
Una de las obras más sobresalientes de la arquitectura contemporánea de la capital del Besaya es la iglesia de san Miguel de Campuzano, probablemente el trabajo más conocido de Lorenzo y del que el Colegio de Arquitectos de Cantabria ha propuesto que sea declarado Bien de Interés Cultural. Este templo, construido en 1965, cuenta con una planta circular distribuida a modo de laberinto, con escalinatas de distinto grado y está considerado como uno de los mejores ejemplos de la arquitectura orgánica de Cantabria.
A finales de 1986 acometerá uno de sus últimos proyectos, la restauración del café más antiguo de Bilbao, el centenario Café Boulevard. Ocho años antes había reformado el santanderino Gran Casino de El Sardinero.
Falleció en enero de 1989 a consecuencia de un cáncer de pulmón del que había sido operado cuatro años antes.

## Reconocimientos
En el 2006 Torrelavega le rindió un homenaje junto con el Colegio Oficial de Arquitectos de Cantabria. Ese mismo año, el Ayuntamiento de la misma ciudad decide denominar Ricardo Lorenzo, arquitecto a la nueva plaza de Campuzano. En Santander también hay una calle dedicada a este arquitecto.